# 格勒特
格勒特是德国巴伐利亚州的一个市镇。总面积10.99平方公里，总人口1087人，其中男性536人，女性551人（2011年12月31日），人口密度99人/平方公里。